# Odprto prvenstvo ZDA (golf)
Odprto prvenstvo ZDA, pogosto imenovan kot U.S. Open, je eden štirih golf turnirjev za Grand Slam. Poteka v juniju.

## Zmagovalci
| Leto | Zmagovalec          |
| ---- | ------------------- |
| 2015 | Jordan Spieth       |
| 2014 | Martin Kaymer       |
| 2013 | Justin Rose         |
| 2012 | Webb Simpson        |
| 2011 | Rory McIlroy        |
| 2010 | Graeme McDowell     |
| 2009 | Lucas Glover        |
| 2008 | Tiger Woods         |
| 2007 | Ángel Cabrera       |
| 2006 | Geoff Ogilvy        |
| 2005 | Michael Campbell    |
| 2004 | Retief Goosen       |
| 2003 | Jim Furyk           |
| 2002 | Tiger Woods         |
| 2001 | Retief Goosen       |
| 2000 | Tiger Woods         |
| 1999 | Payne Stewart       |
| 1998 | Lee Janzen          |
| 1997 | Ernie Els           |
| 1996 | Steve Jones         |
| 1995 | Corey Pavin         |
| 1994 | Ernie Els           |
| 1993 | Lee Janzen          |
| 1992 | Tom Kite            |
| 1991 | Payne Stewart       |
| 1990 | Hale Irwin          |
| 1989 | Curtis Strange      |
| 1988 | Curtis Strange      |
| 1987 | Scott Simpson       |
| 1986 | Raymond Floyd       |
| 1985 | Andy North          |
| 1984 | Fuzzy Zoeller       |
| 1983 | Larry Nelson        |
| 1982 | Tom Watson          |
| 1981 | David Graham        |
| 1980 | Jack Nicklaus       |
| 1979 | Hale Irwin          |
| 1978 | Andy North          |
| 1977 | Hubert Green        |
| 1976 | Jerry Pate          |
| 1975 | Lou Graham          |
| 1974 | Hale Irwin          |
| 1973 | Johnny Miller       |
| 1972 | Jack Nicklaus       |
| 1971 | Lee Trevino         |
| 1970 | Tony Jacklin        |
| 1969 | Orville Moody       |
| 1968 | Lee Trevino         |
| 1967 | Jack Nicklaus       |
| 1966 | Billy Casper        |
| 1965 | Gary Player         |
| 1964 | Ken Venturi         |
| 1963 | Julius Boros        |
| 1962 | Jack Nicklaus       |
| 1961 | Gene Littler        |
| 1960 | Arnold Palmer       |
| 1959 | Billy Casper        |
| 1958 | Tommy Bolt          |
| 1957 | Dick Mayer          |
| 1956 | Cary Middlecoff     |
| 1955 | Jack Fleck          |
| 1954 | Ed Furgol           |
| 1953 | Ben Hogan           |
| 1952 | Julius Boros        |
| 1951 | Ben Hogan           |
| 1950 | Ben Hogan           |
| 1949 | Cary Middlecoff     |
| 1948 | Ben Hogan           |
| 1947 | Lew Worsham         |
| 1946 | Lloyd Mangrum       |
| 1941 | Craig Wood          |
| 1940 | Lawson Little       |
| 1939 | Byron Nelson        |
| 1938 | Ralph Guldahl       |
| 1937 | Ralph Guldahl       |
| 1936 | Tony Manero         |
| 1935 | Sam Parks           |
| 1934 | Olin Dutra          |
| 1933 | Johnny Goodman      |
| 1932 | Gene Sarazen        |
| 1931 | Billy Burke         |
| 1930 | Bobby Jones         |
| 1929 | Bobby Jones         |
| 1928 | Johnny Farrell      |
| 1927 | Tommy Armour        |
| 1926 | Bobby Jones         |
| 1925 | Willie Macfarlane   |
| 1924 | Cyril Walker        |
| 1923 | Bobby Jones         |
| 1922 | Gene Sarazen        |
| 1921 | Jim Barnes          |
| 1920 | Edward Ray          |
| 1919 | Walter Hagen        |
| 1916 | Chick Evans         |
| 1915 | Jerome Travers      |
| 1914 | Walter Hagen        |
| 1913 | Francis Ouimet      |
| 1912 | John McDermott      |
| 1911 | John McDermott      |
| 1910 | Alex Smith          |
| 1909 | George Sargent      |
| 1908 | Fred McLeod         |
| 1907 | Alec Ross           |
| 1906 | Alex Smith          |
| 1905 | Willie Anderson     |
| 1904 | Willie Anderson     |
| 1903 | Willie Anderson     |
| 1902 | Laurie Auchterlonie |
| 1901 | Willie Anderson     |
| 1900 | Harry Vardon        |
| 1899 | Willie Smith        |
| 1898 | Fred Herd           |
| 1897 | Joe Lloyd           |
| 1896 | James Foulis        |
| 1895 | Horace Rawlins      |